# Форум работающих женщин
Форум работающих женщин (англ. Working Women's Forum, WWF) — неправительственная женская организация в Индии.
Форум основан в 1978 году Джайей Аруначалам в Мадрасе с целью расширения прав и возможностей бедных женщин на юге Индии путем предоставления микрокредитов, помощи профсоюзов, доступа к системам здравоохранения и образования. 

## История
Деятельность форума началась с 30 женщин, которые занимались мелкой торговлей в середине 70-х годов. Они сформировали группу под руководством Джайи Арунчалам, которая тогда была социальным/политическим работником в Мадрасе. Группа женщин обратилась в банк за кредитом и получила по 300 фунтов стерлингов на каждого участника. С тех пор каждый день с женщин собиралась сумма погашения, и сумма кредита превысила первоначальную на 95%.
К апрелю 1978 года в деятельность форума были вовлечены около 800 женщин, которые сформировались в 40 групп и начали получать кредиты. Их организация получила название «Форум работающих женщин».
В июле 2011 года бывший госсекретарь США Хиллари Клинтон провела встречу с форумом во время своего визита в Индию.
На протяжении многих лет форум занимался предотвращением женских самоубийств по финансовым причинам, вызванных социальным давлением и дискриминацией женщин.

## Цели
Одной из основных причин вступления женщин в форум является получение доступа к кредитам с льготной ставкой и с увеличенным размером. Форум преследует следующие цели:
- Формировать организованные группы женщин, занятых в неформальной экономике
- Формировать и совершенствовать предпринимательские навыки женщин посредством кредитов и образования
- Выявлять женщин, занятых в неформальном секторе, и оказывать им помощь
- Мобилизовать работающих женщин для совместных действий по защите их политических и социальных прав

Благополучатели деятельности форума — бедные женщины в неформальном секторе экономики (уличные торговки, производительницы шелкопряда, ткачихи, женщины-ремесленники, прачки и рыбачки.

## Принципы
Форум придерживается следующих идеологических позиций:
- Pro Women: исключительное обслуживание женщин неформального сектора
- Anti-Dowry: искоренение практики приданого посредством массовых демонстраций против этой традиции
- Anti-Caste and Pro-Secularism: поддержка женщин независимо от их каст и религиозных убеждений
- Anti-Politics: избежание проектов, связанных с политической деятельностью

## Статистика
Форум объединяет 7 000 000 женщин и предоставляет им услуги: кредиты, уход за детьми, планирование семьи и образование.

## Публикации
'Reaching out to poor women through Grassroots initiatives: An Indian Experiment' - 1992.
'Dynamic Agents of population control and change process: An Indian Experiment' - 1992
'Indian Co-operative Network for Women - An Innovative Approach to Micro - Credit' - 1995
'National Union of Working Women - Breaking the Legacy of Invisibility' - 1995
'Social platform through social innovations - A coalition with women in the informal sector - WWF(I)' - 2000.
"Structuring a movement and spreading it on" History and growth of the Working Women's Forum (India) 1978-2003 Jaya Arunachalam / Brunhild Landwehr (eds.) IKO-Verlag für Interkulturelle Kommunikation Frankfurt am Main. London, 2003 ISBN 3-88939-658-5
Women's Equality - A Struggle for Survival by Jaya Arunachalam Articles, Paper, Speeches of Jaya Arunachalam presented at various conferences GYAN BOOKS